# Warhammer 40.000: Dawn of War II
Dawn of War II ist ein im Warhammer-40.000-Universum angesiedeltes Echtzeit-Strategiespiel von Relic Entertainment, das in Deutschland am 20. Februar 2009 von THQ für Microsoft Windows veröffentlicht wurde. Am 29. September 2016 wurde das Spiel von Feral Interactive für macOS und Linux veröffentlicht. Es ist der Nachfolger von Dawn of War aus dem Jahr 2004.

## Handlung
Der von Menschen bewohnte Raumsektor Aurelia, in dem sich drei wichtige Subsektor-Hauptwelten befinden, wird von drei außerirdischen Rassen angegriffen: den Orks, den Eldar und – erstmals in der Dawn-of-War-Reihe – den Tyraniden. Letztere kommen von außerhalb der Milchstraße, überfallen mit ihren vom Schwarmbewusstsein gelenkten, organischen Schwarmflotten den Sektor, um sämtliche verfügbare Biomasse zu vertilgen und stellen die größte Bedrohung für das Imperium der Menschheit dar. Die Space Marines vom Orden der Blood Ravens kommen den bedrohten Welten mit einer kleinen Raumflotte zu Hilfe, um die Außerirdischen zu bekämpfen. Diese drei Planeten sind die Rekrutierungswelten des Ordens, wo wichtige Anlagen der Rüstungsindustrie stehen und von wo aus sie seit Ewigkeiten neue Ordensbrüder rekrutieren. Während die öffentliche Ordnung auf den Planeten aufgrund der Tyraniden-Invasion zusammenbricht und die planetaren Verteidigungsstreitkräfte sowie die Imperiale Armee ständig in Kämpfe verwickelt sind, nutzen die Orks die Gunst der Stunde, um zu plündern, während die mysteriösen Eldar ihre eigenen Ziele verfolgen.

## Spielprinzip
Der Spieler sieht das 3D-Spielgeschehen aus einer dreh- und zoombaren, isometrischen Perspektive. Die Steuerung erfolgt per Maus und Tastatur. Ein typisches Primärziel des Spiels ist, wie bei Echtzeit-Strategiespielen üblich, den Sieg über einen oder mehrere Gegner durch überlegene Strategie und Taktik zu erlangen. Im Vergleich zum Vorgänger geht es mehr um Taktik als um zahlenmäßige Überlegenheit, was mehr Mikromanagement der wenigen Einheiten erfordert. Der taktische Aspekt wurde komplett vom PC-Spiel Company of Heroes übernommen, welches ebenfalls von THQ und Relic Entertainment entwickelt wurde. Dabei gilt es, die Einheiten strategisch zu steuern, das heißt, Deckung in Form von Barrikaden oder Ruinen und die Schwächen der gegnerischen Einheiten zu nutzen. Unterdrückungsfeuer von stärkeren militärischen Einheiten, welches Gegner verlangsamt und schädigt, sorgt ebenfalls für mehr Taktikanspruch. Außerdem hat jede Rasse eine Art Held mit speziellen Fähigkeiten. Meistens hat der Held eine Angriffs-, Unterstützungs- oder Heilfunktion. Im Mehrspielermodus haben die Spieler je nach Rasse und Held unterschiedliche Spezialfähigkeiten zur Auswahl, welche durch das Töten von gegnerischer Einheiten und durch die jeweilige Technologie freigeschaltet werden können. Diese Fähigkeiten reichen bis zu Massenvernichtungswaffen, die wiederum das Spielgeschehen komplett wenden können.

### Kampagne
Die Kampagne besteht aus einem Hauptstrang, in dem es hauptsächlich um die Bekämpfung der Tyraniden geht, sowie vielen optionalen Einsätzen. Letztere können mit der Zeit verstreichen, andere stehen fest zur Auswahl. Das Ziel der Missionen ist meist das Töten bestimmter gegnerischer Anführer oder besonderer Einheiten, das Zerstören von Basen und die Verteidigung bereits eingenommener, spezieller Gebäude (Schreine, Kommunikationsanlagen und automatische Gießereien), die Boni bringen oder Städten. Die Schauplätze der Missionen befinden sich auf drei Welten; dem Wüstenplaneten Calderis, der Dschungelwelt Typhon Primaris und der urbanen Makropolwelt Meridian. Zwischen den Missionen kann man je nach Dringlichkeit der Aufträge seine Flotte in den Orbit eines der anderen Planeten verlegen und von dort aus weitermachen. Die Kampagne lässt sich auch zusammen mit anderen Spielern im Kooperationsmodus (kurz: Koop-Modus) durchspielen, indem man Bekannte oder Freunde über Windows Live einlädt oder bei deren Kampagnen behilflich ist. Man darf allerdings nur die Space Marines steuern und muss sich die verfügbaren Einheiten aufteilen. Die Einheiten lassen sich mit erworbenen Ausrüstungsgegenständen, Siegeln, Waffen und Rüstungen aufrüsten. Ausgangspunkt der Missionen sind keine Basen, sondern bemannte Landungskapseln, die vom Mutterschiff aus auf Planeten abgeworfen werden, und Verluste der Trupps ausgleichen, wenn man sich in deren Nähe befindet.

### Mehrspielermodus
Im Mehrspielermodus sind alle vier Völker spielbar. Bevor man eine Partie bestreitet, wählt man eine Rasse und einen von drei dazugehörigen Helden aus. Die Helden gliedern sich meist in starke Nahkämpfer, Unterstützer, Kommandos und Heiler. Die Spielmodi sind optional die Siegpunktkontrolle (mindestens zwei bis maximal drei Siegpunkte müssen eingenommen und eine Zeit lang gehalten werden) oder die Vernichtung der gegnerischen Basis und gegebenenfalls die seiner Verbündeten. Der Spieler rüstet sein Hauptquartier auf, in welchem dann fraktionsabhängige Infanterie und Kampffahrzeuge, beziehungsweise monströse Wesen ausgebildet, gebaut, angefordert oder ausgebrütet werden. In der Basis können Verbesserungen erforscht werden, um stärkere und fortgeschrittenere Einheiten freizuschalten. Außerdem gibt es Infanterie- und Fahrzeuglimits. Es werden wie im Vorgänger zwei Ressourcen verwendet: Anforderungspunkte (Requisition) und Energie(punkte). Beide müssen zuvor auf dem Schlachtfeld eingenommen und gehalten werden. Die Energiepunkte lassen sich ausbauen und mit Zusatzgeneratoren aufrüsten.
Im Vergleich zum ersten Teil und dessen Add-ons stehen weniger Infanterie- und Fahrzeugtypen zur Auswahl und Flugeinheiten wie in Dawn of War: Soulstorm gibt es nicht mehr. Der Basenbau aus Teil eins wurde durch ein einzelnes Hauptquartier ersetzt.
Es können bei jeder Fraktion eigene Farbkombinationen im „Armee-Designer“ gewählt werden, aber es lassen sich auch eigene Farbschemata erstellen, um deren Erscheinungsbild anzupassen.

### Völker
Die spielbaren Völker:
- Eldar (Mehrspielermodus)
- Orks (Mehrspielermodus)
- Space Marines (Kampagne & Mehrspielermodus)
- Tyraniden (Mehrspielermodus)

Nichtspielbare Fraktion:
- Imperiale Armee (Kampagne)

## Soundtrack
Es gibt einen offiziellen Dawn-of-War-II-Soundtrack, den man gratis bei der Onlineplattform Steam und diversen anderen Internetseiten herunterladen kann. Er beinhaltet 20 Tracks und hat eine Gesamtlaufzeit von circa 84 Minuten.

## Rezeption
Die Kritiken waren meist positiv und das Spiel wurde als „gut“ bis „sehr gut“ bewertet. Bemängelt wurde die KI im Mehrspielermodus, das Fehlen von Kampagnen der anderen drei Rassen und die zwangsweise Online-Aktivierung des Spiels via Steam und Games for Windows – Live. Gelobt wurde die stimmige Atmosphäre, die Grafik, der Taktikpart sowie die Rollenspielelemente der Kampagne.

„Die Strategiespiel-Hoffnung begeistert mit brachialen Kämpfen, Rollenspielanleihen und dem schnellen Mehrspieler-Modus – doch Missionsdesign, Story und Balance enttäuschen.“

## Erweiterungen

### The Last Stand
Am 14. Oktober 2009 veröffentlichte Relic Entertainment über Steam gratis einen Downloadable Content (als Teil des 1.8.0-Patches) mit dem Namen The Last Stand (deutsche Version: Der letzte Widerstand). Der Spieler sowie zwei weitere menschliche Spieler übernehmen dabei die Kontrolle jeweils eines Helden, wie dem Space Marine Captain, der Eldar Runenprophetin oder des Ork Mekboys, um von der KI gesteuerten gegnerischen Feindhorden die in Wellen kommen zu trotzen. Ziel ist es so lange wie möglich zu überleben. Dabei sammelt man nur für erreichte Wellen Erfahrungspunkte und schaltet nach einem Stufenaufstieg nützliche Gegenstände frei. Wenn die drei Helden bis zur finalen Welle gelangen, müssen sie gegen einen Chaos-Terminator, einen Schwarm Dämonen, den „Zerfleischern“ (engl.: Bloodletters) des Chaos-Blutgottes Khorne und nochmal den sechs Helden, die sie seit Welle 16 besiegt hatten, antreten. Diese neuen Einheiten erscheinen auch in der Erweiterung Chaos Rising.
Durch das Add-on Chaos Rising kam der Chaoshexer sowie der Schwarmtyrant der Tyraniden als spielbare Heldenklasse hinzu.
Am 10. März 2016, fünf Jahre nach erscheinen von Retribution und etwa viereinhalb Jahre nach dem "Kommandanten der Tau", wurde der "Necron Overlord" als neuen Held für den Modus veröffentlicht. Zu Beginn seiner Veröffentlichung wurde das DLC fünf Tage lang kostenlos angeboten, bevor er offiziell veröffentlicht wurde.

### Chaos Rising
Eine Erweiterung (Standalone-Add-on) namens Chaos Rising wurde am 18. September 2009 von der US-Webseite vom PC-Spielemagazin PC Gamer angekündigt und offiziell am 21. September 2009 von THQ Entertainment bestätigt. In den USA wurde das Spiel am 11. März 2010 veröffentlicht, in Deutschland am 12. März 2010.
In der Kampagne müssen die Space Marines vom Orden der Blood Ravens wieder den imperialen Raumsektor Aurelia verteidigen, denn der nach tausend Jahren aus dem Warpraum wieder aufgetauchte Eisplanet Aurelia birgt Chaos Space Marines und Dämonen auf seiner Oberfläche. Außerdem taucht im Laufe der Kampagne ein riesiges von Tyraniden besetztes Space Hulk (ein uraltes, aufgegebenes, menschliches Raumschiffwrack, das im Welt- und Warpraum driftet) aus dem Warpraum auf, das geentert werden muss, um die Geschehnisse mit dem Chaos auf Aurelia besser verstehen zu können.
Es gibt ein neues Korruptionssystem, welches den Spieler vor die Wahl stellt entweder seine Space Marines vom Chaos korrumpieren zu lassen, oder weiterhin dem Imperator loyal zu bleiben. Beide Spielweisen bringen Vor- und Nachteile mit sich und wirken sich auf die Spezialfähigkeiten und Ausrüstungsgegenstände der Space Marines aus. Die Levelgrenze der Trupps (Squads) wurden auf Stufe 30 erhöht. Alle bisherigen Völker aus dem Hauptspiel bekommen zudem neue Einheiten. Die Chaos-Fraktion lässt sich im Mehrspielermodus spielen. Außerdem wurden zwei neue Helden für den Spielmodus Der letzte Widerstand hinzugefügt.
Zum einen kommt nun ein Schwarmtyrant der Tyraniden und zum anderen ein Chaoshexer zum Einsatz.
Pressespiegel Dawn of War IIChaos Rising
Bewertungen in PC-Spielemagazinen:
- GameStar: 83 %[10]
- PC Games: 87 %[12]
- Looki: 85 %[13]

### Retribution
Am 18. August 2010 gaben Relic Entertainment und THQ auf der gamescom bekannt, dass sie eine weitere Erweiterung mit dem Namen Retribution im 1. Quartal 2011 auf den Markt bringen wollten. Dieser Termin hat sich auf den 1. März 2011 konkretisiert. Vom 1. bis zum 25. Februar 2011 stellte die Online-Plattform Steam eine Open Beta des Mehrspielermodus von Retribution zur Verfügung. Neu zu Dawn of War 2 hinzugekommen ist die Imperiale Armee. Die Imperiale Armee setzt vor allem auf Infanterie sowie Panzerfahrzeuge und spielt sich im Vergleich mit den anderen Völkern (bzw. Fraktionen) defensiv. Alle anderen Völker erhalten zudem jeweils eine neue Einheit. Es stehen neue Karten für den Mehrspielermodus zur Verfügung. Die Einzelspielerkampagne von Retribution lässt sich aus der Sicht der nun insgesamt sechs Völker spielen. Die Geschichte der Einzelspielerkampagne spielt zehn Jahre nach den Ereignissen von Chaos Rising. Für den The-Last-Stand-Spielmodus ist auf Seite der Imperialen Armee der Generalfeldmarschall spielbar, sowie als DLC der Kommandant der Tau. Retribution ist als Standalone-Add-on ohne das Hauptprogramm spielbar.
Pressespiegel Dawn of War IIRetribution
Bewertungen in PC-Spielemagazinen:
- GameStar: 86 %[15]

## Fortsetzung
Unter THQ wurde die Serie nicht weitergeführt. Mit der Insolvenz und Zerschlagung des Publishers 2013 wurde Entwickler Relic Teil des Sega-Konzerns. Unter dem neuen Besitzer wurden schließlich die Arbeiten an einem Nachfolger wieder aufgenommen. 2018 erschien Dawn of War III für Windows, Mac OS und Linux.